# Kroktjärnen (Alfta socken, Hälsingland)
Kroktjärnen är en sjö i Ovanåkers kommun i Hälsingland och ingår i Testeboåns huvudavrinningsområde. Kroktjärnen ligger i Stormyran-Grannäsen Natura 2000-område.